# Pseudimalmus fasciatus
Pseudimalmus fasciatus là một loài bọ cánh cứng trong họ Cerambycidae.